# Essilor
Essilor International S.A. (Euronext: EI) es una compañía francesa que produce lentes oftálmicas además de equipamiento óptico. Está situada en París, Francia, y cotiza en la Bolsa Euronext de París. Como una de las 40 compañías más grandes de París, es un componente del índice bursáltil CAC 40.
Essilor es responsable por crear Varilux, la primera lente progresiva mundial que corrige la presbicia y permite una visión nítida para el usuario tanto en visión de cerca, intermedia y lejana. La compañía se formó de la asociación de dos empresas oftálmicas Essel y Silor en 1972. Essilor ahora opera en más de 100 países de los cinco continentes. Sus actividades se enfocan principalmente a la investigación y desarrollo. Es la compañía de lentes oftálmicas más grande a nivel mundial liderando el mercado en cada continente, y en Europa ocupa la cuarta posición como firma de equipamiento médico.

## Historia[3]

### 1849-1972: Essel y Silor
Essel fue fundada en 1849 (en ese entonces llamada L’Association Fraternelle des Ouvriers Lunetiers) como una pequeña red de locales ensambladores de lentes en los barrios parisinos y en el este de Francia. Essel pronto incorporó el diseño de armazones y comercialización en sus actividades. La empresa lanzó exitosamente un diseño de armazón innovador en 1955 llamado Nylor que se sigue usando en la actualidad. El sistema Nylor introdujo un hilo de nylor que envuelve la lente y está fijado a la más alta rama del armazón. La mayor innovación de Essel llegó en 1959 con la revolucionaria invención de Varilux, la primera lente oftálmica progresiva.
Silor primero comenzó sus actividades bajo el nombre de Lissac en 1931, como comercializador de lentes oftálmicas antes de convertirse en fabricante de lentes. En 1959, el mismo año en el que Essel invento la lente progresiva, Lissac hizo un importante descubrimiento por su cuenta: la lente Orma 1000, hecha con un material muy liviano e irrompible.

### 1849-1931: Los comienzos de Essilor
Luego de muchos años como competidores, Essel y Silor se fusionaron el 1 de enero de 1972 para dar lugar a Essilor, la tercera firma mundial de óptica oftálmica.
El primer año de existencia de Essilor fue marcado por dos grandes eventos: la creación de Valoptec, una compañía no comercializadora compuesta por accionistas que tienen la mitad de las acciones de capital de la compañía, y la compra de Benoist-Bethiot, un fabricante de lentes francés especializado en la producción de lentes progresivas.
A mediados de 1970, Essilor se concentró en volverse un verdadero grupo óptico especializado en las lentes progresivas plásticas. Muchas actividades de la subsidiaria son primero el sold off, pero en 1974, Essilor se fusionó con Benoist-Bethiot con Guilbert-Routit, creando una subsidiaria llamada BBGR. En 1975, la compañía comenzó a cotizar en bolsa. Las innovaciones de Essel y Silor, las predecesoras de Essilor, lideraron el lanzamiento de Varilux Orma en 1976.
Los fines de 1970 fueron marcados por el cambio de estrategia de expansión geográfica para Essilor. A través de la adquisición de plantas de producción en los Estados Unidos, en Irlanda y en Filipinas, Essilor comenzó su transformación de ser una empresa principalmente exportadora a ser una empresa internacional.

### 1980-1989: Crecimiento internacional
La década del ´80 comenzó con una competencia más intensa. Para cortar costos y mejorar el servicio, Essilor compró cuatro nuevas plantas en cuatro años, en México, Puerto Rico, Brasil y Tailandia. En Francia, nuevos instrumentos facilitaron la automatización del proceso de fabricación. Muchos distribuidores fueron adquiridos o fusionados con Essilor en Europa (Noruega, Portugal) y en Asia (Birmania, Indonesia, Japón, Malasia, Singapur, Taiwán y Vietnam)
En los Estados Unidos, todas las subsidiarias fueron llevadas juntas bajo el nombre de Essilor de América. Esta red global permitió a Essilor lanzar la nueva lente llamada Varilux VMD en Europa y Estados Unidos. Para finales de los 1980, Essilor se había convertido en la empresa líder mundial en lentes oftálmicas.

### 1990-1999: Alianzas y Varilux Comfort
Para mantener su posición como líder mundial, Essilor gradualmente se retiró de las operaciones con armazones para concentrarse en las lentes correctivas. Empleando una estrategia de valor agregado, la compañía lanza el tratamiento Crizal, ofreciendo lentes resistentes a las rayas, reflejos y suciedad. Essilor además creó una alianza con PPG, una compañía americana, para ofrecer las lentes fotosensibles Transitions, una tecnología que permite a la lente volverse oscura o clara en función de la intensidad de los rayos UV. A través de la adquisición de Gentex, Essilor hizo posible el lanzamiento de la lente de policarbonato Airwear, un material liviano y resistente.  Finalmente, la cuarta generación de Varilux fue lanzada bajo el nombre de Varilux Comfort, que es aún hoy la lente progresiva más vendida en el mundo.

### 2000 - 2010
A principios del siglo XXI, Essilor lanzó el Varilux Physio, una lente que obtiene su rendimiento de la Twin RX Technology, que combina el sistema de gestión de frente de onda para calcular la óptica de la lente, junto con una técnica de producción llamada avanzada superficial digital. Por último, en 2005, Essilor entró en el mercado de valores francés CAC 40.
En 2007, Essilor lanzó la Fundación Essilor Vision en Estados Unidos. Esta organización fue creada con el fin de ejecutar pruebas de visión en las escuelas para detectar problemas de visión. 
Essilor compra Satisloh en 2008. La adquisición de la empresa suiza tiene como objetivo ofrecer una gama más amplia de productos para el consumidor. 
Dos años después, Essilor lanzó una fusión con Shamir Optical Industry. Essilor adquirió el 50% de la empresa con sede en el kibutz. Shamir Optical Industry aprovechó la red de distribución mundial de Essilor y desarrolló su actividad lanzando nuevos productos. 
En 2010, Essilor adquirió FGX International, una compañía estadounidense cuyas marcas incluyen Foster Grant.

### 2010–presente
Essilor adquirió el 50% de la compañía china Wanxin Optical en 2011. Los impulsores del crecimiento para el mercado chino son el envejecimiento de la población y el aumento del precio para el cuidado de los ojos.
El 40 aniversario de la fusión entre Essel y Silor tuvo lugar en julio de 2012. Esta fue la ocasión para destacar sus contribuciones y mejoras en las tecnologías.
En mayo de 2013, Safilo y Essilor acordaron un contrato de licencia por 10 años que permite a Essilor utilizar la marca Polaroid de Safilo para la fabricación de lentes polarizadas.
En julio de 2013, Essilor anunció la compra de 51% de las participaciones de Transitions Optical de PPG Industries. Essilor tendrá entonces el 100% de Transitions Optical. El acuerdo debe ser cerrado en el primer semestre de 2014. La transacción tiene como objetivo desarrollar el liderazgo de Essilor en lentes que se adaptan a la luz cambiante.
En marzo de 2014, Essilor anunció la adquisición de la tienda en línea canadiense Coastal.com, que la renombró como Clearly.ca en 2015. Essilor pretende reforzar su presencia en internet, agregando Coastal.com a sus filiales en línea como MyOnlineOptical, FramesDirect y EyeBuyDirect, dónde vende tanto lentillas como gafas graduadas a unos precios de fabricante.
El 25 de noviembre de 2014, Essilor ganó 4 premios en la Primera Edición de los Premios Vision-X VP. La serie Varilux S de Essilor ganó el premio a la lente más popular (progresiva), mientras que la firma VII de Transitions ganó el premio más popular de lente (mejor valor). Su Crizal Forte UV y Mr Blue fueron elegidos como los más populares Lens Coating / Value Add y Best Value Enhancer (Lab). 
En 2015, la filial estadounidense de Essilor International adquirió Vision Source, una red de servicios de optometristas independientes, de Brazos Equity Partners LLC.
Al 19 de marzo de 2016 la sociedad tenía un valor de 23.564 millones de euros, repartidos en 216.477.934 acciones.
En marzo de 2016, la compañía compró la tienda en línea más grande del mundo VisionDirect UK, sumando una más a todas las que ya posee Essilor. En España trabaja con la terminación .es.
En enero de 2017, la compañía acordó fusionarse con Luxottica por 46.000 millones de euros. Creando el grupo óptico más grande del mundo tanto por su presencia física como por la virtual.

## Investigación y desarrollo[4]
El equipo de Investigación y desarrollo de Essilor incluye a 500 investigadores en cuatro centros que están localizados en Francia, Japón, Singapur y los Estados Unidos.
En promedio, el equipo de investigación y desarrollo de Essilor desarrolla 100 nuevas patentes al año, sumándolas a su base de 2600 patentes protegidas.
A lo largo de los años, Essilor ha construido una red internacional de asociados, particularmente universidades, grupos industriales y negocios de tamaño medio, tales como Industrias PPG (creadores de Transitions) y Nikon.

### Método del bucle dióptrico
Con el lanzamiento de Varilux Comfort en 1993, Essilor desarrolló el método del bucle dióptrico, haciendo posible alcanzar la satisfacción de los usuarios. Este método involucra usar la repetición hasta que se alcancen resultados efectivos para el usuario. Comprende 5 etapas:
- Recopilación de información fisiológica del usuario
- Diseño óptico
- Creación de lentes prototipo
- Control de medición
- Pruebas clínicas

### Realidad virtual[6]
El departamento de investigación de Essilor particularmente se concentra en los progresos combinados de dos disciplinas complementarias: óptica y fisiología, con el particular recurso de la realidad virtual. Una herramienta de simulación que hace posible percibir e interactuar en 3D en una forma multi-sensorial; la realidad virtual efectivamente abre vastas áreas para la investigación en el campo de la óptica oftálmica y hace posible predecir el diseño de las lentes de alta performance.
Los investigadores hoy usan un sistema de visualización virtual, equipada con algoritmos y modelos desarrollados por Essilor para explorar nuevas soluciones ópticas que pueden ser testeadas directamente en los usuarios. Este simulador hace posible variar las propiedades ópticas en las lentes testeadas, estudiar los efectos ópticos e inmediatamente brindar satisfacción al usuario. Para poder hacer esto, un sensor magnético graba los movimientos de cabeza de la persona y las imágenes que muestran el punto exacto donde mira el ojo a razón de 120 veces por segundo. Tras la evaluación, los resultados sirven para ajustar las prestaciones de la lente en cuestión. 
En 2008, la Nueva Edición de Varilux Ipseo fue diseñada usando el sistema de realidad virtual de Essilor.

## Asuntos corporativos

### Junta de directores
Al primero de septiembre de 2008, la junta de directores se conforma por: 
- Presidente y director general Xavier Fontanet
- codirectores de operaciones Philippe Alfroid y Hubert Sagnières
- directores independientes Alain Aspect, Michel Besson, Jean Burelle, Yves Chevillotte, Bridget Cosgrave, Philippe Germond, Maurice Marchand-Tonel, Olivier Pécoux y Michel Rose
- y directores representando a los accionistas internos Aïcha Mokdahi, Alain Thomas y Serge Zins.

### Comité ejecutivo[8]
Al primero de septiembre de 2008
- Xavier Fontanet - Presidente y CEO (Director ejecutivo)
- Philippe Alfroid - Director de operaciones
- Hubert Sagnières - Director de operaciones
- Thomas Bayer – Presidente Latinoamérica
- Claude Brignon – Vicepresidente Corporativo Sénior, Operaciones mundiales
- Jean Carrier-Guillomet – Presidente Essilor de América
- Patrick Cherrier – Presidente Región Asia
- Didier Lambert - Vicepresidente Corporativo Sénior, Sistemas Informáticos
- Patrick Poncin - Vicepresidente Corporativo Sénior, Ingeniería Global
- Thierry Robin - Vicepresidente Sénior, Europa Central
- Bertrand Roy - Presidente, Region Europa
- Paul du Saillant - Vicepresidente Corporativo Sénior, Estrategia Corporativa
- Jean-Luch Schuppiser - Vicepresidente Corporativo Sénior, Investigación y Desarrollo
- Eric Thoreux - Vicepresidente Corporativo Sénior, Marketing Estratégico
- Laurent Vacherot - Director Financiero
- Henri Vidal - Vicepresidente Corporativo Sénior, Recursos Humanos
- Carol Xueref - Vicepresidente Corporativo Sénior, Asuntos Legales y Desarrollo

### Ventas
Basados en su Informe Anual de 2008, el 95% de la facturación proviene de la venta de lentes oftálmicas y el 5% de otras actividades, tales como venta de instrumentos.
El 46,2% de las ventas se localizan en Europa, y 42,3% en las Américas, y el 11,5% remanente en Asia.
| Años           | 2004  | 2005  | 2006  | 2007    | 2008    |
| -------------- | ----- | ----- | ----- | ------- | ------- |
| Ingresos       | 2 203 | 2 424 | 2 690 | 2 908,1 | 3 074,4 |
| Ingresos Netos | 244   | 287   | 328   | 366,7   | 382,4   |